# Nuși Tulliu
Nuși Tulliu (n. 23 aprilie 1872, Avdella, Imperiul Otoman – d. 8 aprilie 1941, București, România) a fost un poet și un scriitor aromân.

## Biografie
Nuși Tulliu s-a născut într-o familie de aromâni în Avdella, în anul 1872, și a terminat studiile liceale în Bitola. A început studii la Facultatea de Litere a Universității din București, dar nu le-a încheiat. În anul 1905 a început să se pregătească pentru susținerea unui doctorat în istorie la Universitatea din Leipzig. A predat la gimnaziul român din Ioannina, iar apoi în România. Între 1908 și 1912 a fost inspector școlar în regiunea Macedonia. Între 1929 și 1937 a fost profesor în București.

## Opere
- Poezii lirice-eroice (1907)[3]
- Poezii; vol. I, 1926, 142 р.
- În munții Pindului, 1907 (roman)
- Golgota neamului, 1927 (roman)

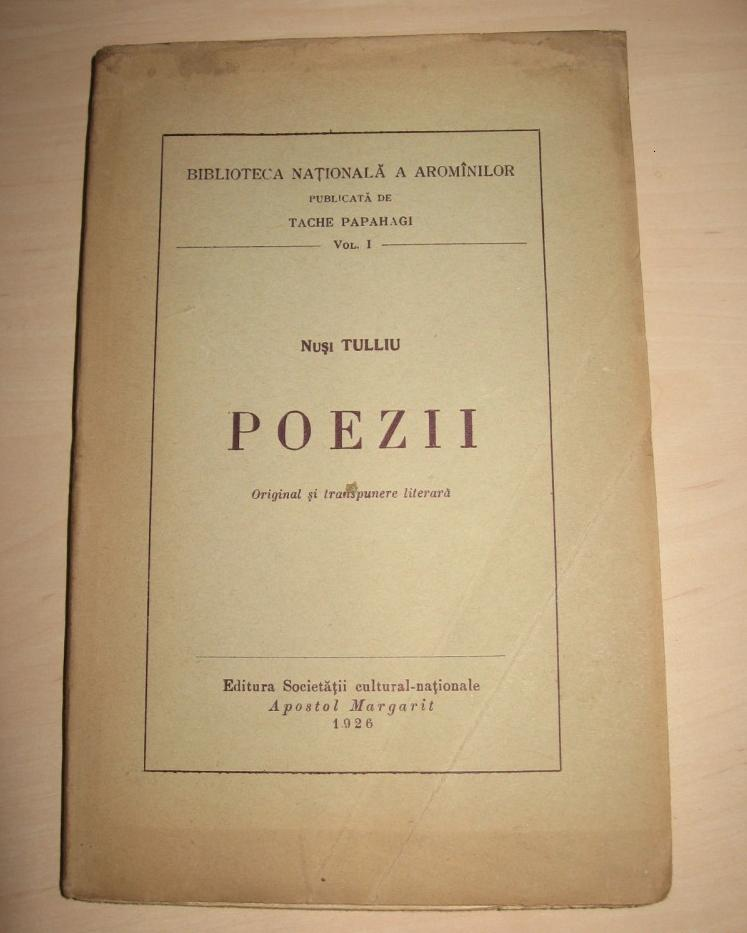
Coperta cărții Poezii din 1926

- Murmințâ fârâ Cruți, apărut în foileton în ziarul Ecoul Macedoniei; 1993 (roman); Editura Cartea Aromânâ; editori Eva Catrinescu și Dina Cuvata